# Alix (série télévisée d'animation)
Pour les articles homonymes, voir Alix.
Alix est une série télévisée d'animation française en 26 épisodes de 24 minutes, créée d'après la bande dessinée éponyme de Jacques Martin et diffusée à partir du 30 décembre 1999 sur France 3.

## Synopsis
Cette série met en scène les aventures d'Alix, un jeune homme d'origine gauloise adopté à la mort de son père par Honorus Galla, un riche Romain gouverneur de Rhodes. Enak, l'ami d'Alix, accompagne ce dernier durant toute la série à partir de l'épisode 4. L'ennemi d'Alix dans la version papier, Arbacès, est également présent dans quelques épisodes.

## Distribution
- Dominique Paturel : Le narrateur
- Christophe Lemoine : Alix
- Alexis Tomassian : Enak
- Donald Reignoux : Héraklion
- Daniel Beretta : Jules César
- Joël Zaffarano : Arbacès
- Benoît Allemane : Honorus Galla

## Épisodes
1. Le Chemin de la Gaule
2. Le Complot d'Arbacès
3. Le Siège d'Alésia
4. Le Temple d'Efaoud
5. L'Enlèvement de Lydas
6. Le Repaire de Sardon
7. La Tiare d'Oribal
8. La Griffe noire
9. La Vengeance d'Icara
10. Les Légions perdues
11. Le Dernier Spartiate
12. Le Tombeau étrusque
13. Le Dieu sauvage
14. Iorix le grand [1/2]
15. Iorix le grand [2/2]
16. Le Prince du Nil
17. Le Fils de Spartacus
18. Le Spectre de Carthage
19. Les Proies du volcan
20. L'Enfant grec
21. La Tour de Babel
22. L'Empereur de Chine
23. Vercingétorix
24. Le Cheval de Troie
25. Le Lion de Nabatée
26. L'Argos